# Saint-Éphrem-de-Beauce
Saint-Éphrem-de-Beauce è un comune del Canada, situato nella provincia del Québec, nella regione di Chaudière-Appalaches.